# Elissa Aalto

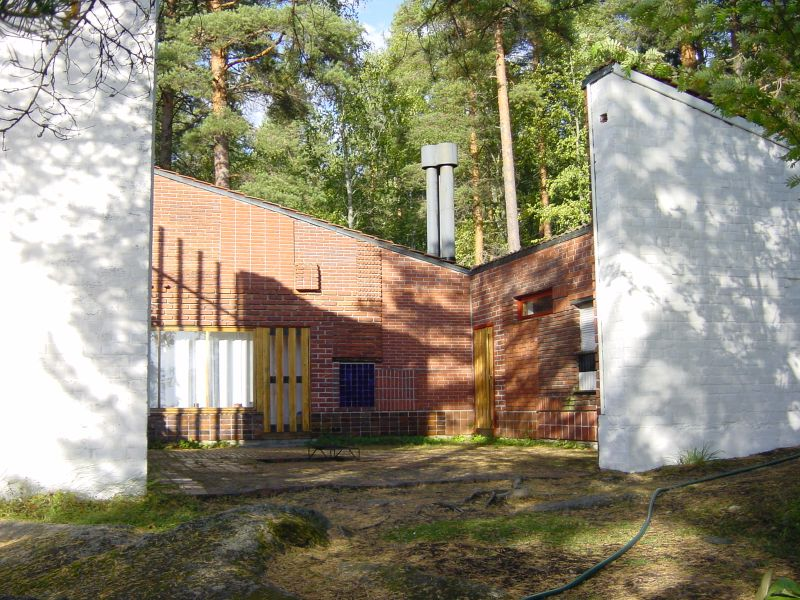
Casa experimental en Muuratsalo

Elsa Kaisa Mäkiniemi (Kemi, 22 de noviembre de 1922-Helsinki, 12 de abril de 1994) fue una arquitecta finesa. Trabajó junto con su marido Alvar Aalto desde 1949. Después de la muerte de Alvar, ella dirigió el estudio Alvar Aalto & Co. hasta su muerte en 1994. Ella completó los proyectos inconclusos de Alvar Aalto y defendió sus trabajos terminados contra alteraciones injustificadas.

## Biografía
Sus padres fueron Johan August Mäkiniemi y Aino Maria Mäkiniemi.
Se graduó como arquitecta en la Universidad de Helsinki en 1949 y desde ese momento comenzó a trabajar como asistente en el estudio de Alvar Aalto. Ese mismo año Aino Marsio, la primera esposa de Alvar Aalto, falleció. Tres años más tarde, Elissa y Alvar Aalto, 24 años años mayor que ella, se casaron.
En la década de 1950, Alvar Aalto ya contaba con gran reconocimiento internacional. Elissa lo acompañó en sus viajes alrededor del mundo y compartieron el gran flujo de trabajo. A medida que Alvar Aalto fue envejeciendo, la colaboración de Elissa fue aumentando y ella se hizo cargo cada vez más de la dirección ejecutiva del estudio.

## Trayectoria

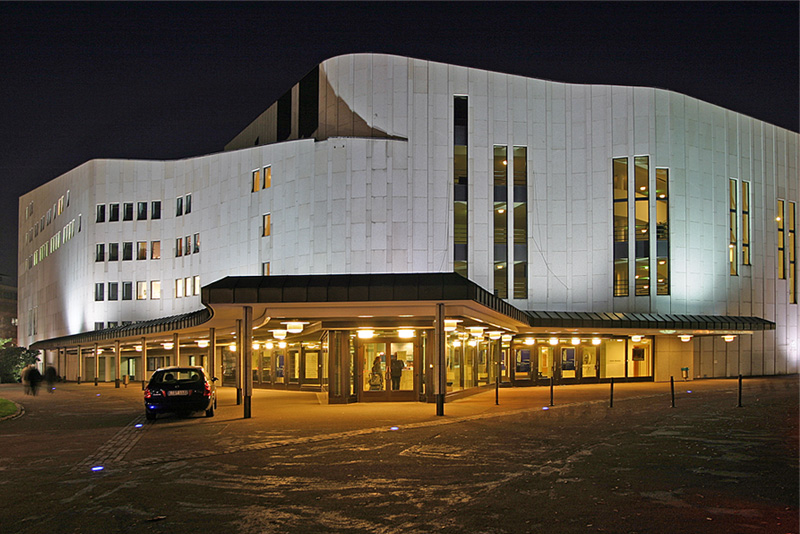
Ópera de Essen

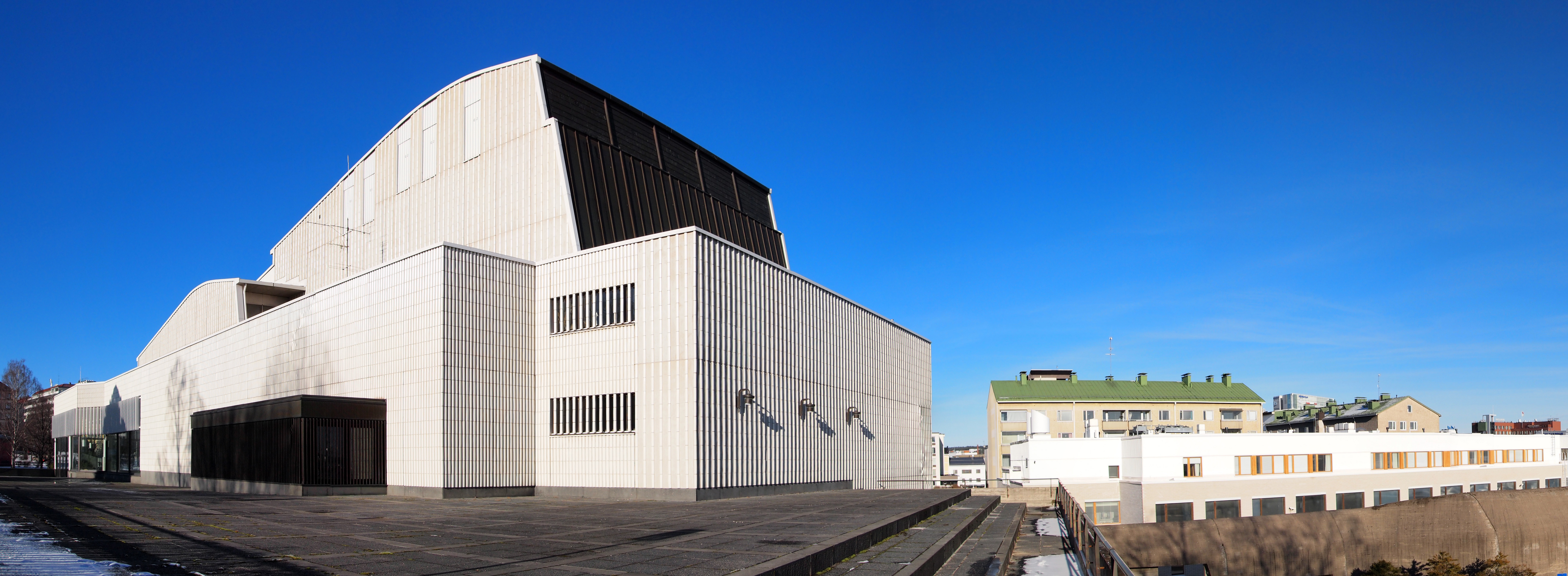
Teatro de Jyväskylä

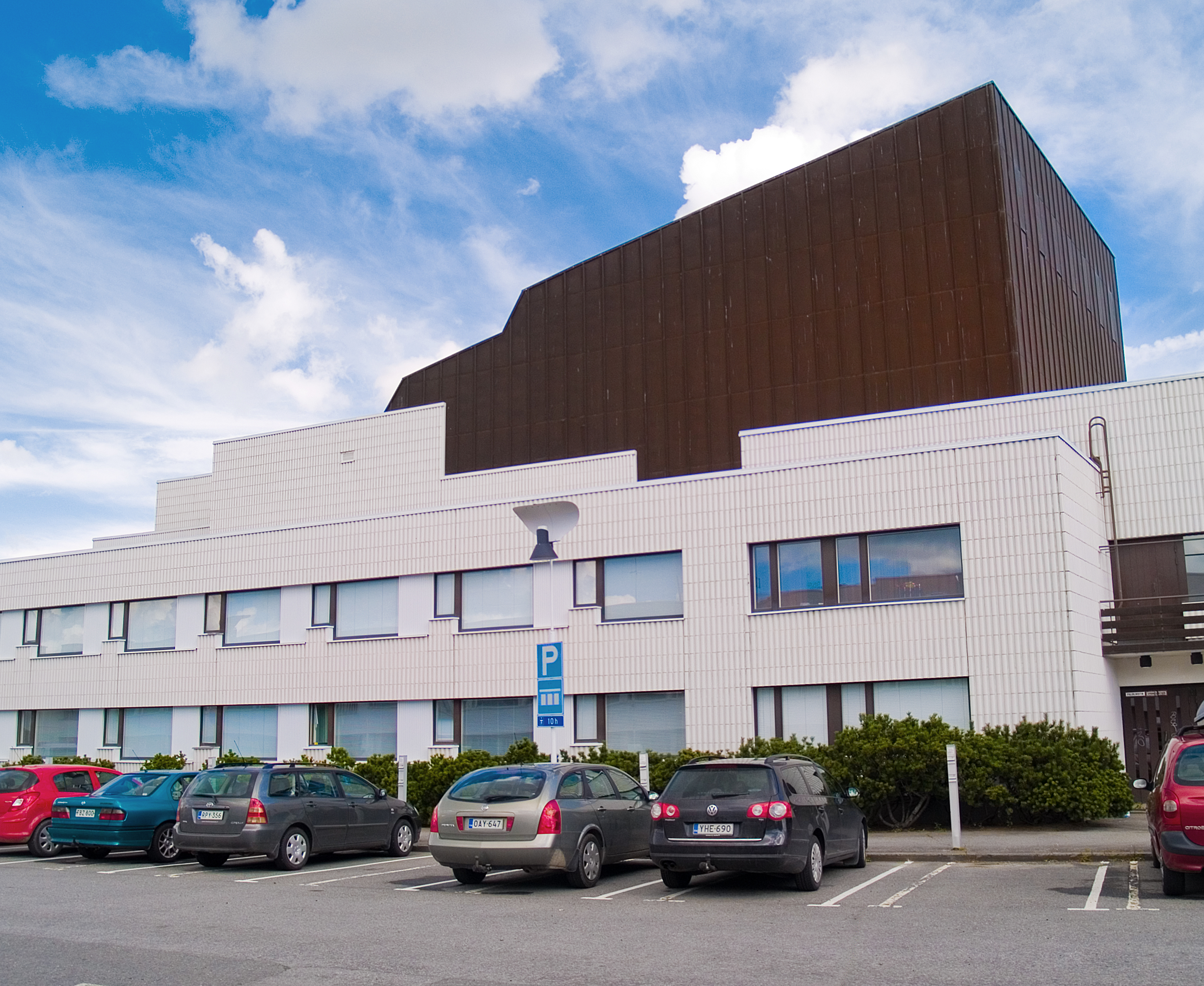
Teatro de Seinäjoki

Entre 1952 y 1954 Elissa y Alvar Aalto diseñaron y construyeron su propia casa-oficina en la costa occidental de la isla de Muuratsalo, encontraron el sitio de la casa cuando viajaron a la isla mientras el Ayuntamiento de Säynätsalo estaba en construcción. Fue construida para servir tanto como casa de vacaciones y como un sitio de prueba para una serie de experimentos arquitectónicos. En las paredes del patio interior, probaron diferentes materiales cerámicos, diferentes tipos de trabas y aparejos de ladrillo, de diferentes tamaños de ladrillo y el efecto de diferentes superficies.
En 1955, Alvar Aalto fue invitado a diseñar la sección de alojamiento finlandesa de la Exposición Internacional de Helsingborg en Suecia. La feria de vivienda consistió en una serie de apartamentos amueblados, uno de cada país invitado. Un detalle que aparece en el apartamento era la tela H55 diseñada por Elissa Aalto.
Louis Carré encargó a Alvar Aalto el diseño de su propia casa en Bazoches-sur-Guyonne en 1955. Al año siguiente Elissa y Alvar viajaron a Francia para conocer el sitio. Elissa participó activamente en las etapas de diseño y estuvo a cargo del proyecto. Ella hablaba francés y viajó seguido a la obra durante la etapa de construcción, hasta su finalización en 1959. La obra está declarada hoy patrimonio histórico del Ministerio Francés de Cultura.
Elissa Aalto participó en todos los concursos en los cuales se presentó la oficina. Elissa y Alvar Aalto participaron junto a Jean-Jacques Baruel en el concurso de arquitectura nórdica para el Museo de Arte Danés en Aalborg, el cual ganaron en 1958. Sin embargo, debido a problemas financieros, la construcción comenzó recién en 1966 y se terminó en 1972.
El proyecto del conjunto del Campus Universitario de Otaniemi (1957) que realizaron los Aalto comprende el edificio principal y el pabellón de deportes. Además del Centro Dipoli de Raili y Reima Pietilä se encuentra la Capilla Luterana diseñada por Heikki y Kaija Siren. Es decir que en el proyecto del conjunto, convergen tres excepcionales arquitectas del momento. En 1966, Alvar Aalto junto con Elissa Aalto y Leonardo Mosso planificaron un distrito suburbano de 11.000 habitantes denominado Patricia, cerca de Pavía. El proyecto continuó hasta 1968, pero no llegó a construirse.
Tras la muerte de Alvar Aalto en 1976 ella continuó con la dirección del estudio Alvar Aalto & Co. en Munkkiniemi, Helsinki, y al mismo tiempo se hizo cargo de la presidencia de Artek.
Gran cantidad de los proyectos de los cuales Elissa Aalto se hizo cargo, fueron la continuación de la obra de Alvar Aalto, proyectos iniciados décadas anteriores pero que por diversas circunstancias comenzaron a construirse después de su muerte. Uno de ellos es la Ópera de Essen, proyecto que Alvar Aalto ganó por concurso cerrado en 1959 y desarrolló junto al Comité de Construcción de la ciudad desde 1961 hasta su muerte. La ópera fue finalmente construida entre 1981 y 1988 bajo la dirección de Elissa Aalto y del arquitecto alemán Harald Deilmann, principalmente sobre la base de dibujos y planos dejados por Alvar.
Otros proyectos que Elissa Aalto completó fueron la Iglesia en Riola (frazione del municipio italiano de Vergato), proyectada en 1965 por encargo del Arzobispo y finalizada en 1978 y el Teatro de Jyväskylä proyectado en 1964, para el cual Elissa Aalto desarrolló el legajo ejecutivo entre 1977 y 1982. El Teatro de Seinäjoki fue diseñado entre 1961 y 1969 y construido entre 1984-1987 con pequeñas alteraciones del proyecto original.
Un caso particular, fue el de la construcción del Ayuntamiento de Rovaniemi, proyectado en 1961. La ciudad comenzó la construcción recién en 1985, luego de encargarle a Elissa Aalto nuevos planos que respondieran a los ajustes del programa – mayor número de consejeros, aumento de personal administrativo, entre otros- y sobre todo que redujeran el presupuesto inicial. El resultado fue una versión reducida de la propuesta de Alvar.
En 1981 fue nombrada miembro honorario del Instituto Americano de Arquitectura.
La oficina de Alvar Aalto & Co en Helsinki tuvo un flujo constante de visitantes extranjeros, arquitectos y estudiantes interesados en la obra de Alvar Aalto. Uno de los servicios de Elissa Aalto a las futuras generaciones fue a entregar la colección de dibujos de Alvar a la Fundación Alvar Aalto, para permitir que el material se encuentre disponible para el uso y consulta de investigadores.
Al igual que de Aino Marsio poco se dice de Elissa Aalto. Se sabe que fue socia de Alvar Aalto desde 1958 y a pesar de la evidente participación que tuvo Elissa en las etapas de diseño como en la dirección de obra, la mayoría de los proyectos fueron atribuidos exclusivamente a él. El hecho que ella continuó con la dirección del estudio Alvar Aalto & Co. y de Artek después de la muerte de Alvar hasta 1994, evidencian aún más sus capacidades como directora y diseñadora.